# Руденко, Николай Корнеевич
Николай Корнеевич Руденко — советский хозяйственный, государственный и политический деятель, Герой Социалистического Труда.

## Биография
Родился в 1923 году в деревне Горбы. Член КПСС.
Участник Великой Отечественной войны, стрелок стрелково-парашютной роты 3-го парашютно-десантного батальона, разведчик взвода пешей разведки 451-го стрелкового полка 64-й стрелковой Могилёвской ордена Суворова дивизии. С 1946 года — на хозяйственной, общественной и политической работе. В 1946—1983 гг. — звеньевой колхоза «Красный пахарь» Берёзовского района Красноярского края.
Указом Президиума Верховного Совета СССР от 1 июня 1949 года присвоено звание Героя Социалистического Труда с вручением ордена Ленина и золотой медали «Серп и Молот».
Умер в деревне Горбы после 1985 года.